# Leoš Friedl
Leoš Friedl (Jindřichův Hradec, Txecoslovàquia, 1 de gener de 1977) és un tennista retirat i entrenador de tennis txec especialista en la modalitat de dobles.
En el seu palmarès té setze títols de dobles masculins del circuit ATP que li van permetre arribar al 14è lloc del rànquing mundial (2005), però cap en la modalitat individual, arribant només al lloc 353 del rànquing (2000). Destaca un títol de Grand Slam en dobles mixts a Wimbledon l'any 2001 amb Daniela Hantuchová com a parella.
Després de la seva retirada va exercir com a entrenador de tennis, especialment de la seva compatriota Karolína Plísková.

## Torneigs de Grand Slam

### Dobles mixts: 1 (1−0)
| Resultat  | Núm. | Any  | Torneig   | Parella            | Oponents                | Marcador      |
| --------- | ---- | ---- | --------- | ------------------ | ----------------------- | ------------- |
| Guanyador | 1.   | 2001 | Wimbledon | Daniela Hantuchová | Liezel Huber Mike Bryan | 4−6, 6−3, 6−2 |

## Palmarès

### Dobles masculins: 32 (16−16)
| Llegenda (pre/post 2009)                                 |
| -------------------------------------------------------- |
| Grand Slams (0−0)                                        |
| Tennis Masters Cup / ATP Finals (0−0)                    |
| ATP Masters Series / ATP World Tour Masters 1000 (0−0)   |
| ATP International Series Gold / ATP World Tour 500 (4−0) |
| ATP International Series / ATP World Tour 250 (12−16)    |

| Títols per superfície |
| --------------------- |
| Dura (0−4)            |
| Gespa (0−1)           |
| Terra batuda (16−11)  |

| Resultat  | Núm. | Data                   | Torneig                         | Superfície   | Parella          | Oponents                             | Marcador            |
| --------- | ---- | ---------------------- | ------------------------------- | ------------ | ---------------- | ------------------------------------ | ------------------- |
| Guanyador | 1.   | 30 de juliol de 2000   | San Marino, San Marino          | Terra batuda | Tomáš Cibulec    | Gastón Etlis Jack Waite              | 7−6(1), 7−5         |
| Finalista | 2.   | 26 d'agost de 2001     | Long Island, Estats Units       | Dura         | Radek Štěpánek   | Jonathan Stark Kevin Ullyett         | 1−6, 4−6            |
| Guanyador | 2.   | 28 de juliol de 2002   | Sopot, Polònia                  | Terra batuda | František Čermák | Jeff Coetzee Nathan Healey           | 7−5, 7−5            |
| Finalista | 2.   | 29 de setembre de 2002 | Palerm, Itàlia                  | Terra batuda | František Čermák | Lucas Arnold Ker Luís Lobo           | 4−6, 6−4, 2−6       |
| Finalista | 3.   | 5 de gener de 2003     | Chennai, Índia                  | Dura         | František Čermák | Julian Knowle Michael Kohlmann       | 6−7(1), 6−7(3)      |
| Finalista | 4.   | 12 de gener de 2003    | Auckland, Nova Zelanda          | Dura         | Tomáš Cibulec    | David Adams Robbie Koenig            | 6−7(5), 6−3, 3−6    |
| Finalista | 5.   | 16 de febrer de 2003   | Viña del Mar, Xile              | Terra batuda | František Čermák | Agustín Calleri Mariano Hood         | 3−6, 6−1, 4−6       |
| Guanyador | 3.   | 13 d'abril de 2003     | Casablanca, Marroc              | Terra batuda | František Čermák | Devin Bowen Ashley Fisher            | 6−3, 7−5            |
| Finalista | 6.   | 13 de juliol de 2003   | Gstaad, Suïssa                  | Terra batuda | František Čermák | Leander Paes David Rikl              | 3−6, 3−6            |
| Finalista | 7.   | 3 d'agost de 2003      | Sopot                           | Terra batuda | František Čermák | Mariusz Fyrstenberg Marcin Matkowski | 4−6, 7−6(7), 3−6    |
| Finalista | 8.   | 28 de setembre de 2003 | Palerm (2)                      | Terra batuda | František Čermák | Lucas Arnold Ker Mariano Hood        | 6−7(6), 7−6(3), 3−6 |
| Finalista | 9.   | 29 de febrer de 2004   | Costa do Sauipe, Brasil         | Terra batuda | Tomas Behrend    | Mariusz Fyrstenberg Marcin Matkowski | 2−6, 2−6            |
| Finalista | 10.  | 18 d'abril de 2004     | Estoril, Portugal               | Terra batuda | František Čermák | J.I. Chela Gastón Gaudio             | 2−6, 1−6            |
| Finalista | 11.  | 23 de maig de 2004     | St. Pölten, Àustria             | Terra batuda | Tomáš Cibulec    | Mariano Hood Petr Pála               | 6−3, 5−7, 4−6       |
| Guanyador | 4.   | 1 de juliol de 2004    | Kitzbühel, Àustria              | Terra batuda | František Čermák | Lucas Arnold Ker Martín García       | 6−3, 7−5            |
| Guanyador | 5.   | 15 d'agost de 2004     | Sopot (2)                       | Terra batuda | František Čermák | Martín García Sebastián Prieto       | 2−6, 6−2, 6−3       |
| Guanyador | 6.   | 14 de febrer de 2005   | Buenos Aires, Argentina         | Terra batuda | František Čermák | José Acasuso Sebastián Prieto        | 6−2, 7−5            |
| Guanyador | 7.   | 21 de febrer de 2005   | Costa do Sauipe                 | Terra batuda | František Čermák | José Acasuso I. González King        | 6−4, 6−4            |
| Guanyador | 8.   | 11 d'abril de 2005     | Casablanca (2)                  | Terra batuda | František Čermák | Martín García Luís Horna             | 6−4, 6−3            |
| Guanyador | 9.   | 1 de maig de 2005      | Estoril                         | Terra batuda | František Čermák | J.I. Chela Tommy Robredo             | 6−3, 6−4            |
| Finalista | 12.  | 19 de juny de 2005     | 's-Hertogenbosch, Països Baixos | Gespa        | Tomáš Cibulec    | Cyril Suk Pavel Vízner               | 3−6, 4−6            |
| Guanyador | 10.  | 10 de juliol de 2005   | Gstaad                          | Terra batuda | František Čermák | Michael Kohlmann Rainer Schüttler    | 7−6(6), 7−6(11)     |
| Guanyador | 11.  | 31 de juliol de 2005   | Kitzbühel (2)                   | Terra batuda | Andrei Pavel     | Christophe Rochus Olivier Rochus     | 6−2, 6−7(5), 6−0    |
| Finalista | 13.  | 17 de gener de 2006    | Sydney, Austràlia               | Dura         | František Čermák | Fabrice Santoro Nenad Zimonjić       | 1−6, 4−6            |
| Finalista | 14.  | 6 de febrer de 2006    | Viña del Mar (2)                | Terra batuda | František Čermák | José Acasuso Sebastián Prieto        | 6−7(2), 4−6         |
| Guanyador | 12.  | 20 de febrer de 2006   | Buenos Aires (2)                | Terra batuda | František Čermák | Vasilis Mazarakis Boris Pašanski     | 6−1, 6−2            |
| Guanyador | 13.  | 6 de març de 2006      | Acapulco, Mèxic                 | Terra batuda | František Čermák | Potito Starace Filippo Volandri      | 7−5, 6−2            |
| Finalista | 15.  | 7 de maig de 2006      | Estoril (2)                     | Terra batuda | Lucas Arnold Ker | Lukáš Dlouhý Pavel Vízner            | 3−6, 1−6            |
| Guanyador | 14.  | 6 d'agost de 2006      | Sopot (3)                       | Terra batuda | František Čermák | Martín García Sebastián Prieto       | 6−3, 7−5            |
| Finalista | 16.  | 26 de maig de 2007     | Pörtschach (2)                  | Terra batuda | David Škoch      | Simon Aspelin Julian Knowle          | 6−7(6), 7−5, [5−10] |
| Guanyador | 15.  | 23 de juliol de 2007   | Stuttgart, Alemanya             | Terra batuda | František Čermák | G. García López Fernando Verdasco    | 6−4, 6−4            |
| Guanyador | 16.  | 1 d'agost de 2007      | Umag, Croàcia                   | Terra batuda | Filip Polášek    | František Čermák Michal Mertiňák     | 6−3, 7−6(7)         |

### Dobles mixts: 1 (1−0)
| Resultat  | Núm. | Data                | Torneig               | Superfície | Parella            | Oponents                | Marcador      |
| --------- | ---- | ------------------- | --------------------- | ---------- | ------------------ | ----------------------- | ------------- |
| Guanyador | 1.   | 9 de juliol de 2001 | Wimbledon, Regne Unit | Gespa      | Daniela Hantuchová | Liezel Huber Mike Bryan | 4−6, 6−3, 6−2 |

## Trajectòria

### Dobles masculins
| Open d'Austràlia | A     | 2R    | 3R    | 2R    | 3R    | 1R    | 2R    | 1R    | 2R  | A     | 1R    | A   | 0 / 9     | 8 – 9     |
| Roland Garros | A     | QF    | 1R    | 3R    | 3R    | 3R    | 2R    | 2R    | A   | 2R    | 1R    | A   | 0 / 9     | 12 – 9    |
| Wimbledon | 1R    | 2R    | 2R    | 2R    | 1R    | 3R    | 1R    | 2R    | A   | 3R    | 1R    | 1R  | 0 / 11    | 8 – 11    |
| US Open | 1R    | 2R    | 1R    | 3R    | 1R    | 2R    | QF    | 2R    | A   | 3R    | 1R    | A   | 0 / 10    | 10 – 10   |
| Total Victòries–Derrotes                                                                                                   | 10−12 | 21−28 | 19−28 | 41−30 | 40−28 | 42−22 | 37−30 | 16−21 | 4−8 | 11−10 | 11−16 | 2−7 | 254 – 242 | 254 – 242 |
| Rànquing a final d'any | 48    | 49    | 26    | 24    | 20    | 21    | 44    | 260   | 76  | 81    | 453   | 765 |           |           |
| Llegenda: G: Guanyador; F: Finalista; SF: Semifinalista; QF: Quarts de final; Q: Qualificació; A: Absent; RR: Round Robin; |       |       |       |       |       |       |       |       |     |       |       |     |           |           |

### Dobles mixts
| Open d'Austràlia | A | A  | A  | 2R | 2R | 2R | 1R | A | A  | A  | 0 / 4 | 3 – 4  |
| Roland Garros | A | A  | 2R | 1R | 1R | 2R | A  | A | 1R | A  | 0 / 5 | 2 – 5  |
| Wimbledon | G | 1R | SF | 3R | 3R | 2R | 2R | A | A  | 1R | 1 / 8 | 13 – 7 |
| US Open | A | A  | SF | 1R | 1R | 1R | A  | A | A  | A  | 0 / 4 | 3 – 4  |
| Llegenda: G: Guanyador; F: Finalista; SF: Semifinalista; QF: Quarts de final; Q: Qualificació; A: Absent; RR: Round Robin; |   |    |    |    |    |    |    |   |    |    |       |        |